# Épisodes de Sloane, agent spécial
Cet article fournit le guide des épisodes de la série télévisée américaine Sloane, agent spécial (A Man Called Sloane).

## Épisodes

### Téléfilm:Le Maître de l'eau
- États-Unis : 5 mars 1981 sur NBC
- France : 5 août 1983 et 7 août 1983 sur TF1

- Clive Revill : Erick Clawson
- Ann Turkel : Sabina Dorffman
- Paul Mantee : James
- Roger Til : Henri

### Épisode 1:Le Commando de charme
- États-Unis : 29 septembre 1979 sur NBC
- France : 8 mars 1981 sur TF1

- Robert Culp : Edward Danton
- Lee Purcell : Michelle Blake
- Anthony Eisley : Herbert Davis
- Laura Johnson : Joanna Ross
- Sybil Danning : Angelika Braden

### Épisode 2:La Potion magique
- États-Unis : 22 septembre 1979 sur NBC
- France : 8 mars 1981 sur TF1

- Roddy McDowall : Manfred Baranoff
- Christine DeLisle : Krista
- Diane Stilwell : Sarah
- Christian Marlowe : Alexander
- Erik Cord : Sherman
- Jack Tyree : Melrose.

### Épisode 3:Le Rayon volé
- États-Unis : 6 octobre 1979 sur NBC
- France : 10 août 1983 sur TF1

- Geoffrey Lewis : général McEvoy
- Denise DuBarry : caporal Comfort
- Sandra Kerns : Alice Baker
- Rosalind Chao : Soom Nuk
- George Dickerson : agent du K.A.R.T.E.L.

### Épisode 4:Pas de deux
- États-Unis : 13 octobre 1979 sur NBC
- France : 24 mai 1981 sur TF1

- Richard Lynch : Jeremy Mason
- Lavelda : Linda
- Len Birman : Sidney Forbes
- John Devlin : Ron Toland
- Anita Jodelsohn : Monique
- Martin Cassidy : Blake

### Épisode 5:Dans le triangle du diable
- États-Unis : 20 octobre 1979 sur NBC
- France : 19 avril 1981 sur TF1

- Clive Revill : Morgan Lancaster
- John Reilly : David Clarke
- Marianna Marks : Lana
- John St Elwood : Manola
- John Shearin : le capitaine
- Jeanne Lange : Susan Hertzog

### Épisode 6:L'Ultimatum
- États-Unis : 27 octobre 1979 sur NBC
- France : 11 août 1983 sur TF1

- Monte Markham : Jonathan Cambro
- Morgan Fairchild : Melissa Nelson
- Alexander Henteloff : docteur Charles Franklyn
- Robert Ellenstein : docteur W. Davis
- Vaughn Armstrong : Snyder

### Épisode 7:La comète folle
- États-Unis : 17 novembre 1979 sur NBC
- France : 5 avril 1981 sur TF1

- Eric Braeden : Jefferson Crane
- Pat Klous : Elsa Martel
- Nancy DeCarl : Denise Gentry
- Michael Alldredge : Church
- Eldon Quick : docteur Ellman
- Martina Deignan : Barbara Wilson

### Épisode 8:Le Samouraï
- États-Unis : 24 novembre 1979 sur NBC
- France : 23 août 1983 sur TF1

- Mako : Konjiro Tanaka
- Nancy Conrad : Carrie Baldwin
- Nate Esformes : Carlos Casal
- Earl Boen : Prentiss
- Richard Narita : Cato
- Elizabeth Chauvet : Carlotta

### Épisode 9:Ces douces créatures
- États-Unis : 1er décembre 1979 sur NBC
- France : 26 avril 1981 sur TF1

- Andréa Howard : Anna Petrova
- Ted Hamilton : Peter Bannister
- Lisa Shure : Viki Bennet
- Maurice Marsac : docteur S. Boule

### Épisode 10:Les Sauterelles
- États-Unis : 8 décembre 1979 sur NBC
- France : 29 mars 1981 sur TF1

- Edie Adams : Lady Bug
- Barbara Rucker : docteur Chris Bishop
- Martin Kove : Roger
- Stefan Gierasch : docteur Martin Rand

### Épisode 11:Le Cristal
- États-Unis : 15 décembre 1979 sur NBC
- France : 3 mai 1981 sur TF1

- Michael Pataki : Worthing Pendergast
- Lori Lethin : Helen Dane
- Adrienne LaRussa : Serena
- John Aprea : Harry Helms
- Vonetta McGee : Tina Baldwin
- Eric Server : Twilliger

### Épisode 12:Le Syndrome de Shangri-La
- États-Unis : 29 décembre 1979 sur NBC
- France : 10 mai 1981 sur TF1

- Dennis Cole : Hans Kruger
- Jo Ann Harris : Joanna Miller
- Daphne Reid : docteur Karla Meredith
- Susanne Reed : Paula Craig